# 스기모토 겐유
스기토모 켄유(일본어: 杉本 健勇, 1992년 11월 18일 ~ )는 일본의 축구 선수이다. 현 J1리그 주빌로 이와타 소속이며, 포지션은 공격수이다.

## 구단 경력
그는 2010년부터 J리그의 세레소 오사카, 도쿄 베르디, 가와사키 프론탈레, 우라와 레즈, 요코하마 F. 마리노스, 주빌로 이와타에서 뛰었다.

## 국가대표팀 경력
그는 2009년 FIFA U-17 월드컵에 참가할 일본 U-17 국가대표팀에 발탁되었으며, 3경기에 출전, 1득점을 넣었다.
2012년 하계 올림픽에 참가할 일본 U-23 국가대표팀에 발탁되었으며, 4경기에 출전, 4강 진출에 기여했다.
그는 2017년 FIFA 월드컵 예선에 참가할 일본 국가대표팀에 발탁되었으며, 9월 5일 사우디아라비아와의 경기에서 데뷔했다. 그는 2018년까지 국제 A매치 통산 8경기에 출전, 1득점을 넣었다.

## 통계

### 구단
| 세레소 오사카          | 세레소 오사카 | 세레소 오사카 |
| 연도                   | 출전          | 득점          |
| ---------------------- | ------------- | ------------- |
| 2011                   | 15            | 2             |
| 2012                   | 12            | 1             |
| 2013                   | 30            | 3             |
| 2014                   | 32            | 5             |
| 도쿄 베르디            |               |               |
| 2012                   | 18            | 5             |
| 가와사키 프론탈레      |               |               |
| 2015                   | 24            | 6             |
| 세레소 오사카          |               |               |
| 2016                   | 43            | 14            |
| 2017                   | 34            | 12            |
| 2018                   | 30            | 5             |
| 우라와 레드 다이아몬즈 |               |               |
| 2019                   | 21            | 2             |
| 2020                   | 33            | 2             |
| 통산                   | 292           | 57            |

### 국가대표팀
| 일본 | 일본 | 일본 |
| 연도 | 출전 | 득점 |
| ---- | ---- | ---- |
| 2017 | 5    | 1    |
| 2018 | 3    | 0    |
| 통산 | 8    | 1    |